# فرخد
فرخد روستایی در دهستان تبادکان بخش مرکزی شهرستان مشهد میباشد.

## جمعیت
بر پایه سرشماری عمومی نفوس و مسکن در سال ۱۳۹۵ جمعیت این روستا ۳٬۹۷۷ نفر (۱٬۲۰۳خانوار) بوده‌است.

## کِشت گل محمدی
روستای فرخد یکی از مراکز تولید گل محمدی است. نخستین جشنوارهٔ گل محمدی این روستا در اردیبهشت ۱۳۹۴ برگزار شد.